# Hygrocybe punicea
Hygrocybe punicea (Elias Magnus Fries, 1838 ex Paul Kummer, 1871), sin. Hygrophorus puniceus (Elias Magnus Fries, 1821 ex Elias Magnus Fries, 1838), este o specie saprofită de ciuperci comestibile din încrengătura Basidiomycota în familia Hygrophoraceae și de genul Hygrocybe, denumită în popor ciuperca vulpii. În România, Basarabia și Bucovina de Nord se dezvoltă adesea imediat după o perioadă de ploaie, solitar sau în grupuri mai mici, la marginea pădurilor de conifere adesea în asociație cu mușchii de pământ, dar de asemenea pe pajiști umede (și montane). Timpul apariției este din (iunie) iulie până în noiembrie.

## Taxonomie

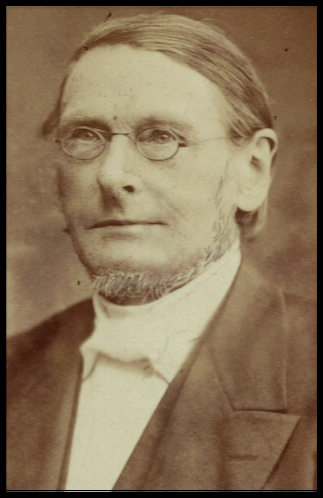
Paul Kummer

Numele binomial Agaricus puniceus a fost determinat de renumitul savant suedez Elias Magnus Fries în volumul 1 al trilogiei sale Systema Mycologicum din anul 1821. În 1836, Fries însuși a mutat specia la genul Hygrophorus, de verificat în cartea sa Anteckningar öfver de i Sverige växande ätliga Svampar.
Dar, în anul 1871, cunoscutul micolog german Paul Kummer a constatat că Hygrophorus puniceus este un saprofit. De aceea l-a transferat corect la genul Hygrocybe sub păstrarea epitetului în opera sa Der Führer in die Pilzkunde: Anleitung zum methodischen, leichten und sicheren Bestimmen der in Deutschland vorkommenden Pilze mit Ausnahme der Schimmel- und allzu winzigen Schleim- und Kern-Pilzchen, fiind și numele curent valabil (2023). Toate celelalte încercări de redenumire precum variațiile descrise sunt acceptate drept sinonime.
Epitetul este derivat din adjectivul latin (latină puniceus, -a, -um=purpuriu, roșu-purpuriu ca o tunică), datorită aspectului pălăriei.

## Descriere

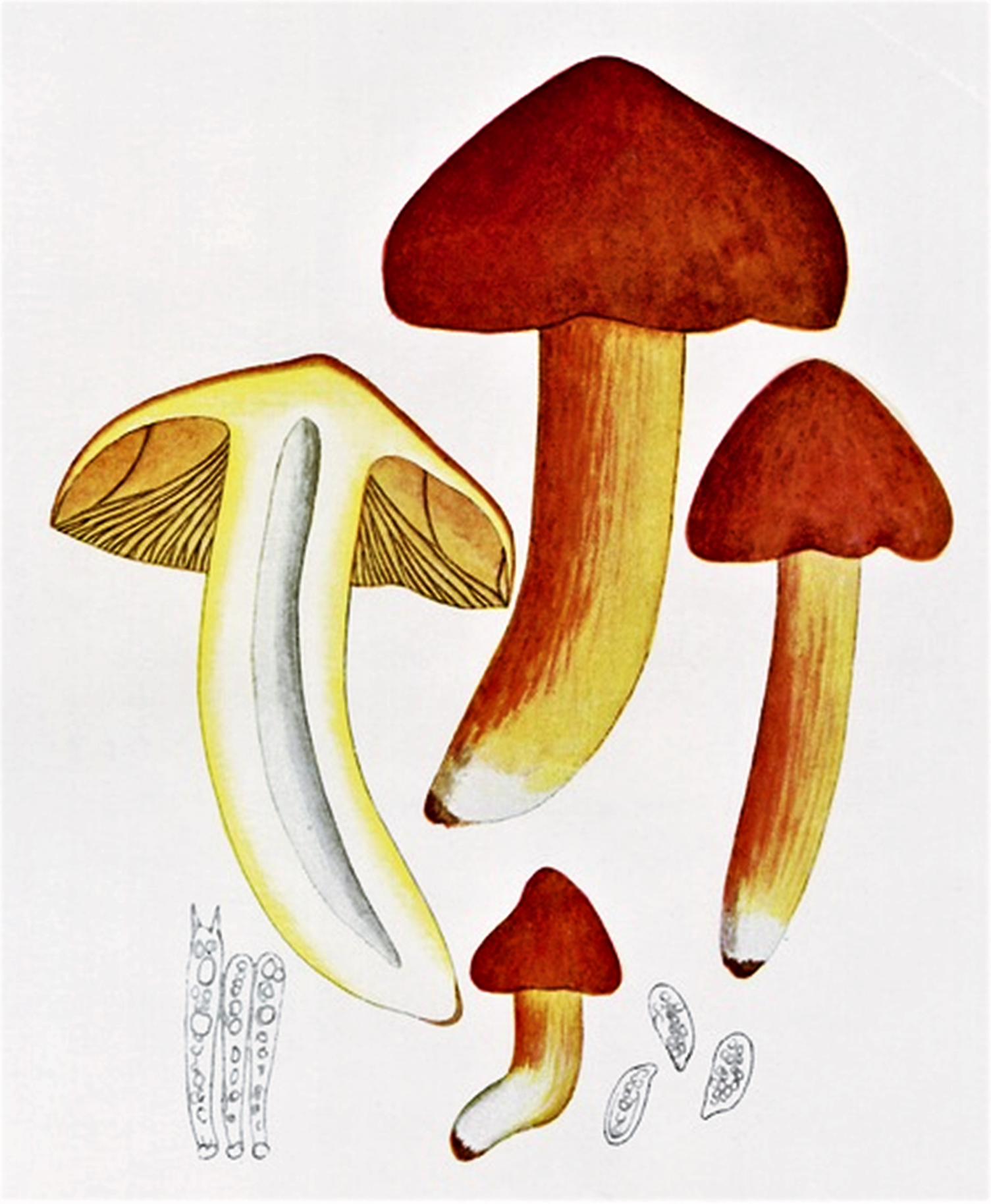
Bres.: Hygrophorus puniceus

- Pălăria: are un diametru între 3 și 10 (15) cm, este fragilă, higrofilă, inițial semisferică, ulterior convexă sau în formă de clopot, apoi mai mult sau mai puțin aplatizată, larg cocoșată cu marginile neregulat ondulate și uneori crăpate. Cuticula este netedă, lucioasă, dar ușor lipicioasă pe vreme umedă. Coloritul variază, el poate fi portocaliu-roșcat, roșu-sângeriu, roșu-purpuriu sau roșu-negricios, prezentând adesea o bordură subțire și galbenă la margine. Nu înnegrește după apăsare sau leziune.
- Lamelele: sunt spațiate, destul de groase, ceroase și nu rar bulboase precum ușor ondulate, inegale, cu lameluțe intercalate, mai mult sau mai puțin libere, fiind de un colorit inițial gălbui, mai târziu portocaliu-roșiatic. Muchiile sunt gălbuie și nu dințate.
- Piciorul: are o lungime de 4 la 10 (12) cm și o grosime de 1 până la 2 (2,5) cm, este ușor detașabil de pălărie, neted și fibros, cilindric, rareori îndoit fusiform și la bătrânețe gol pe dinăuntru. Coloritul este galben-verzui până roșu-gălbui cu dungi roșiatice, spre baza subțiată însă mereu mai deschis, albicios sau galben. Nu se colorează prin rupere în negru.
- Carnea: palid galbenă, iar sub cuticulă brun-roșiatică care nu se colorează în contact cu aerul după o secțiune este apoasă și friabilă, mirosul fiind imperceptibil și gustul plăcut.[4][5][6]
- Caracteristici microscopice: are spori elipsoidali, netezi, hialini (translucizi) în hidroxid de potasiu, având o mărime de 10-11 x 6-7 microni. Praful lor este alb. Basidiile cu 4 spori în formă de măciucă subțire măsoară 60-70 x 6-8 microni. Cistoidele (celule de obicei izbitoare și sterile care pot apărea între basidii și himen, stratul fructifer) lipsesc.[11]
- Reacții chimice: nu sunt cunoscute.[12]

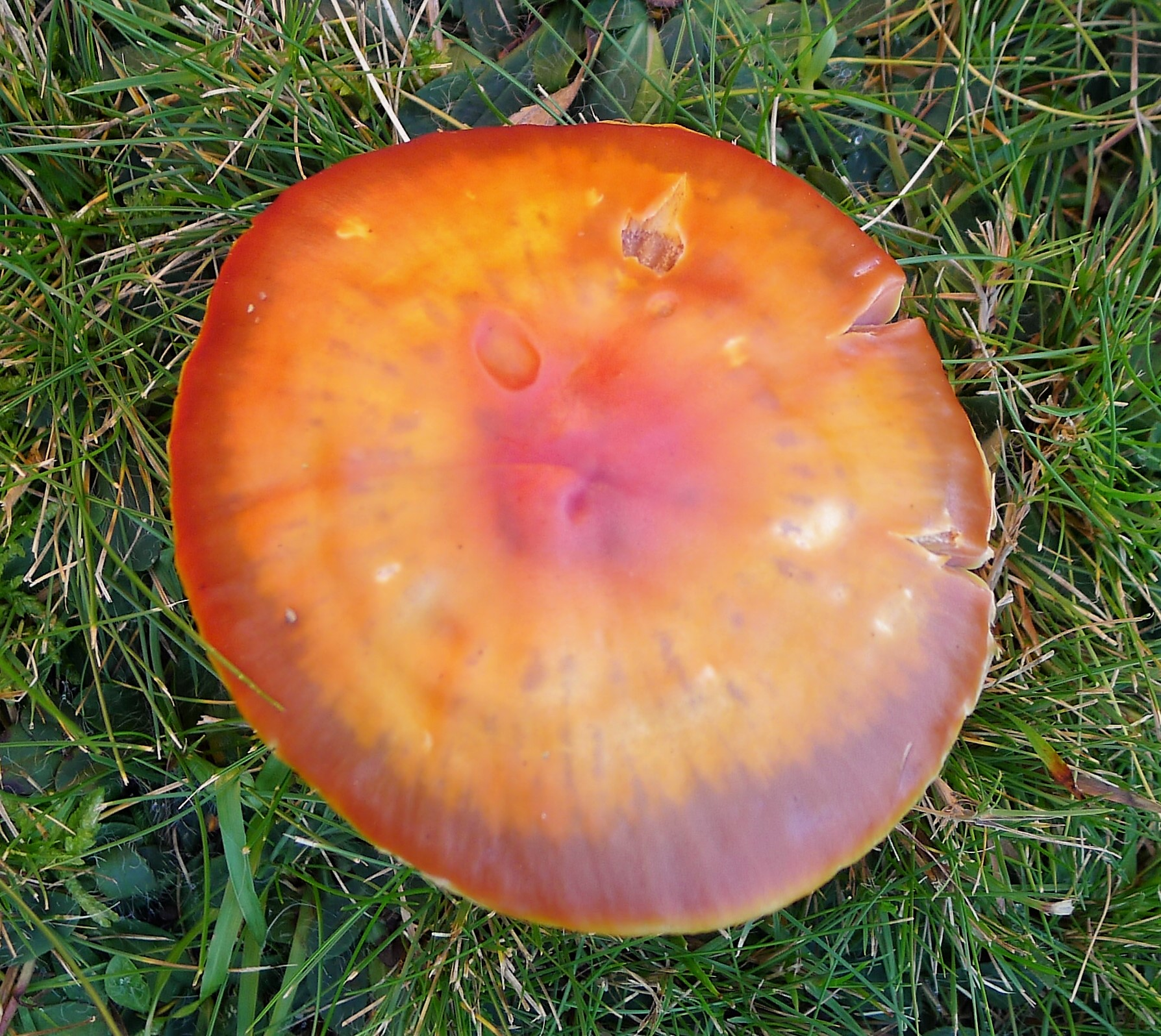
H. punicea: pălărie
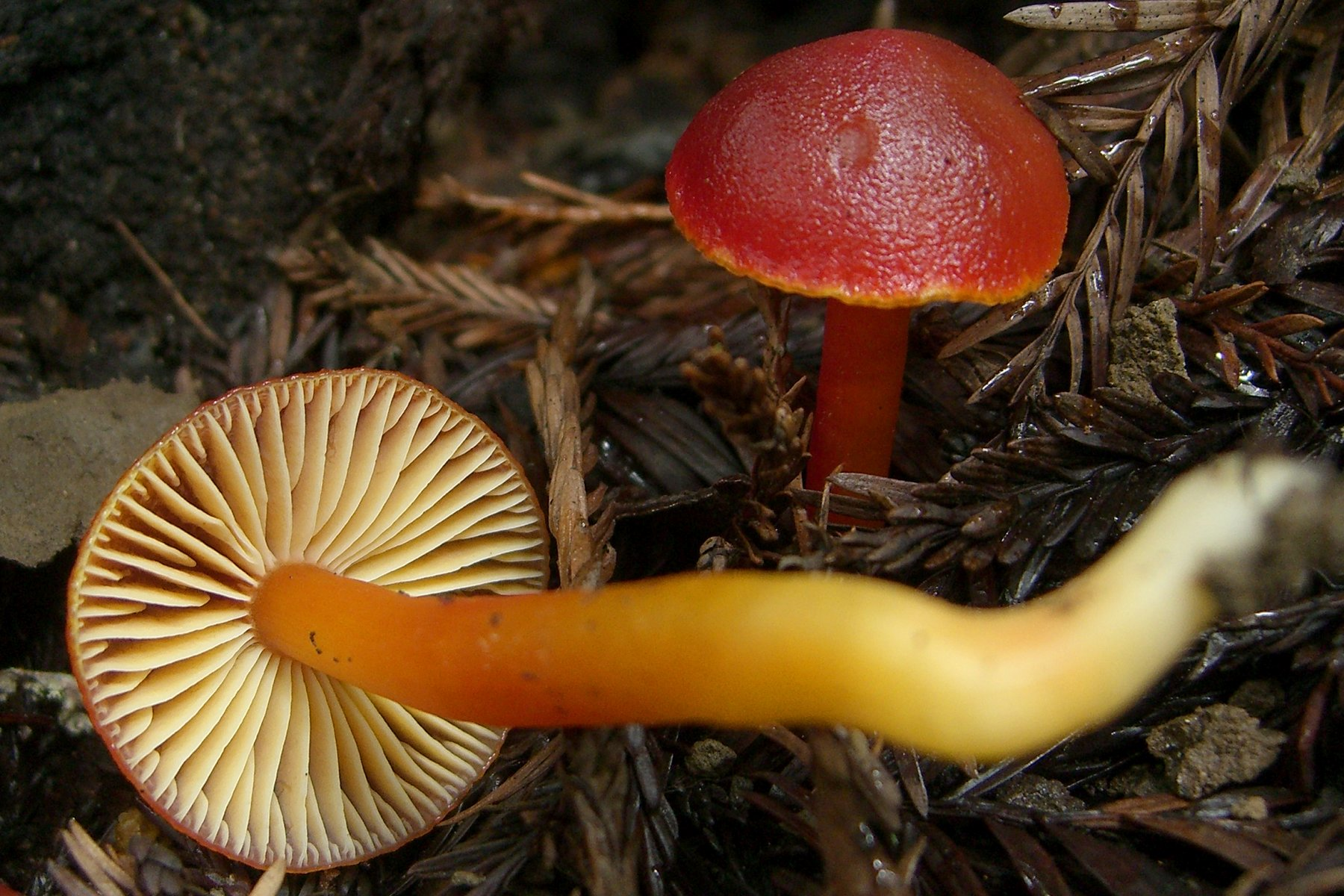
H. punicea tânără: lamele și picior
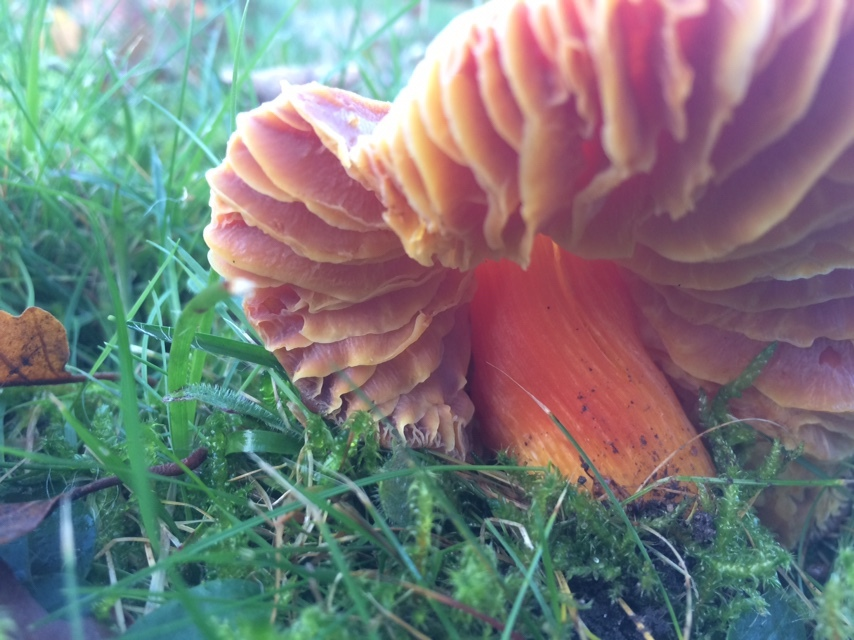
H. punicea bătrână: lamele
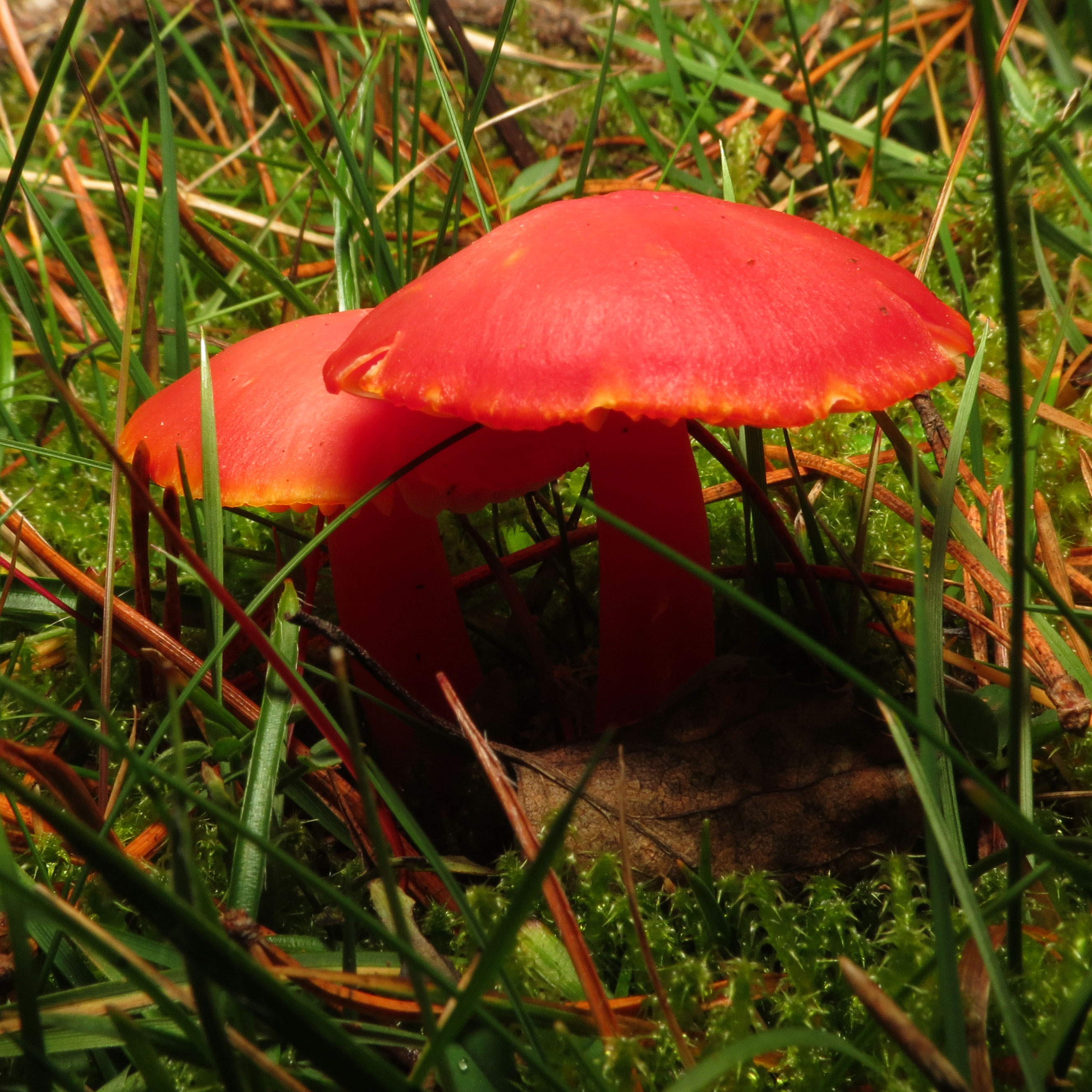
H. punicea mature
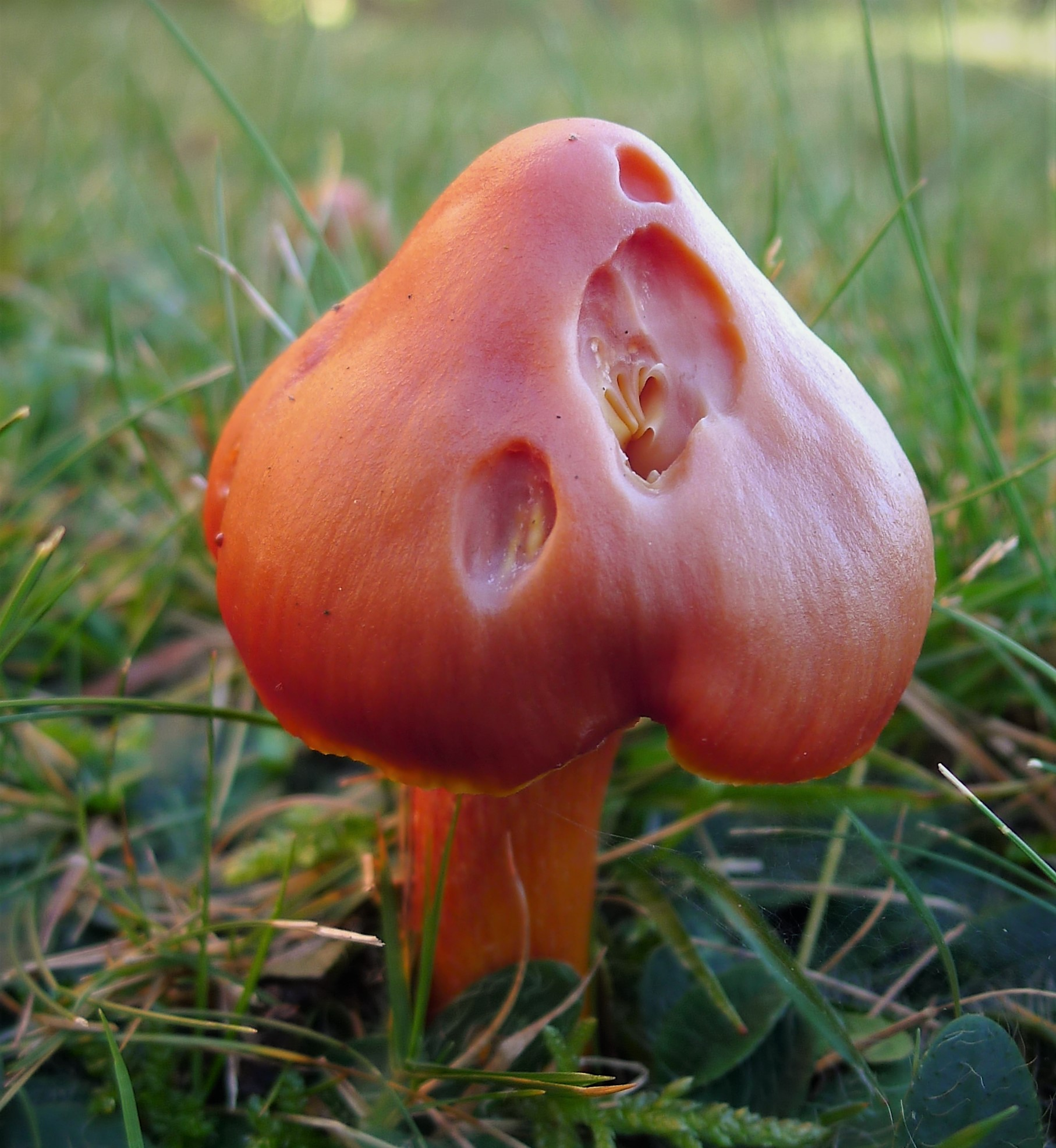
H. punicea tânără
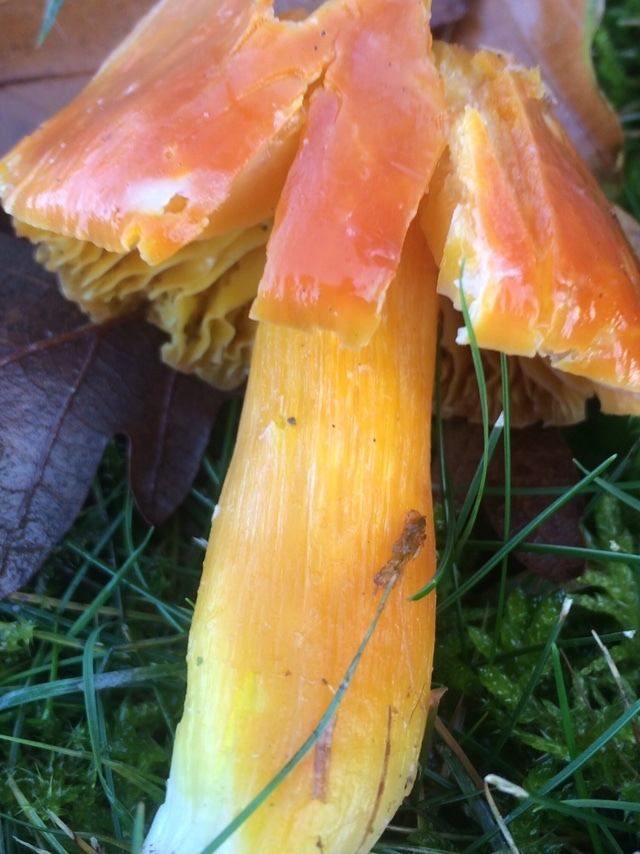
H. punicea bătrână

## Confuzii
Ciuperca vulpii poate fi confundată cu suratele ei cu toate comestibile, ca de exemplu: Hygrocybe aurantiosplendens, Hygrocybe chlorophana, Hygrocybe coccinea, Hygrocybe intermedia, Hygrocybe miniata sau Hygrocybe splendidissima, dar, de asemenea, cu otrăvitoarele Hygrocybe conica și Hygrocybe nigrescens care înnegresc la bătrânețe, leziune sau tăiere.

## Specii asemănătoare în imagini

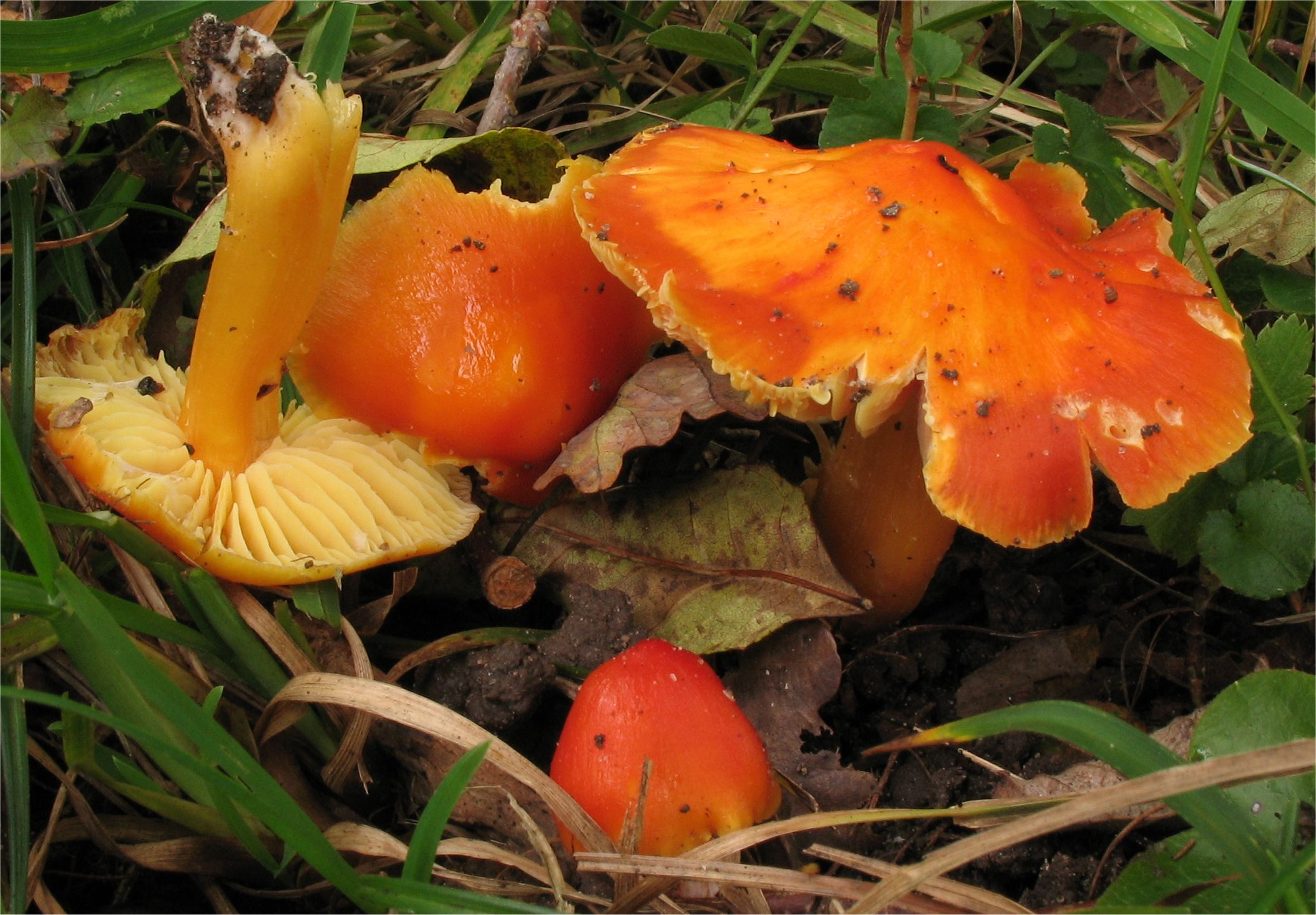
Hygrocybe aurantiosplendens
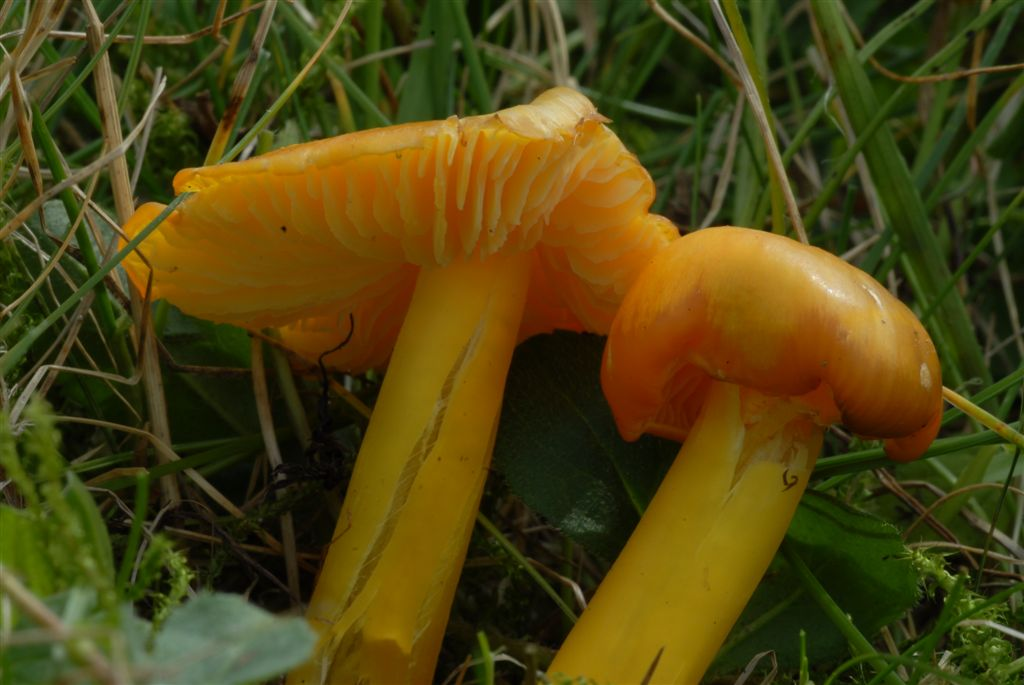
Hygrocybe chlorophana
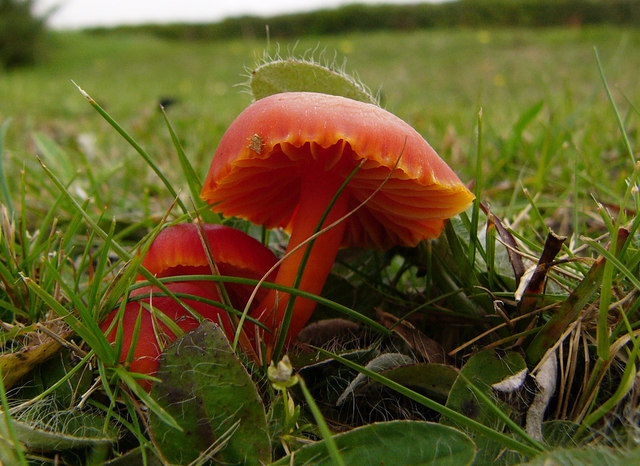
Hygrocybe coccinea
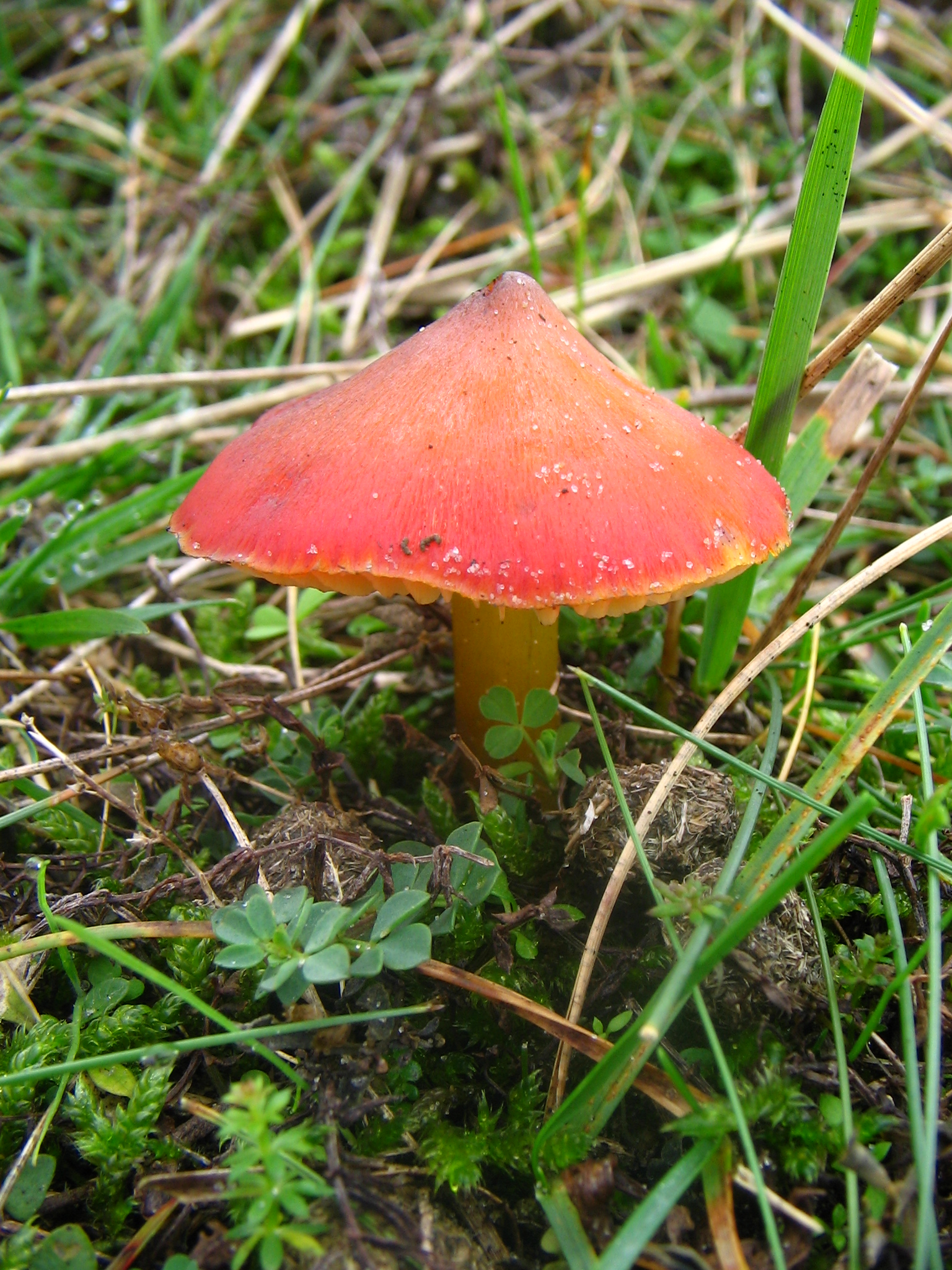
!!Hygrocybe conica!!
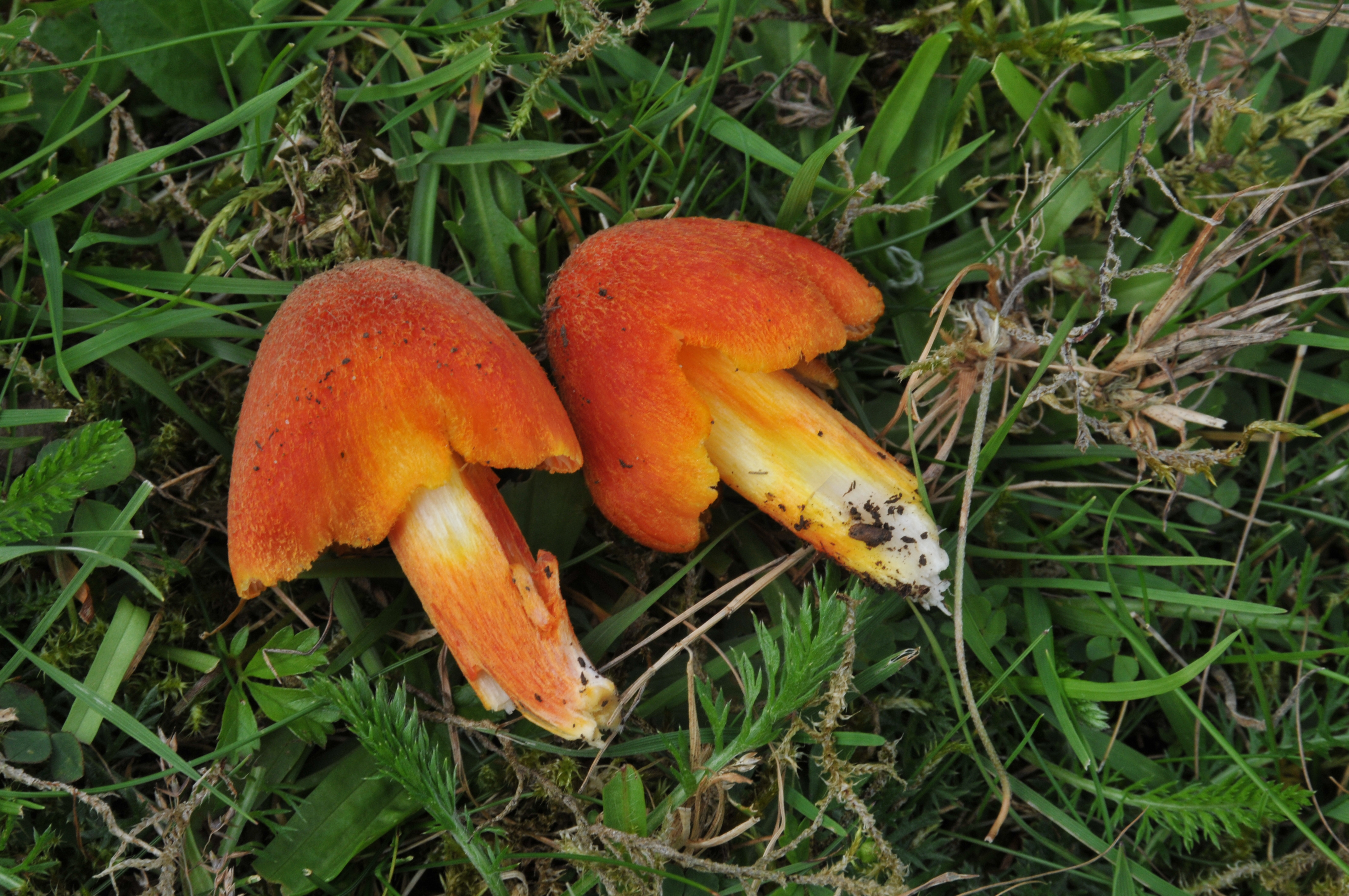
Hygrocybe intermedia

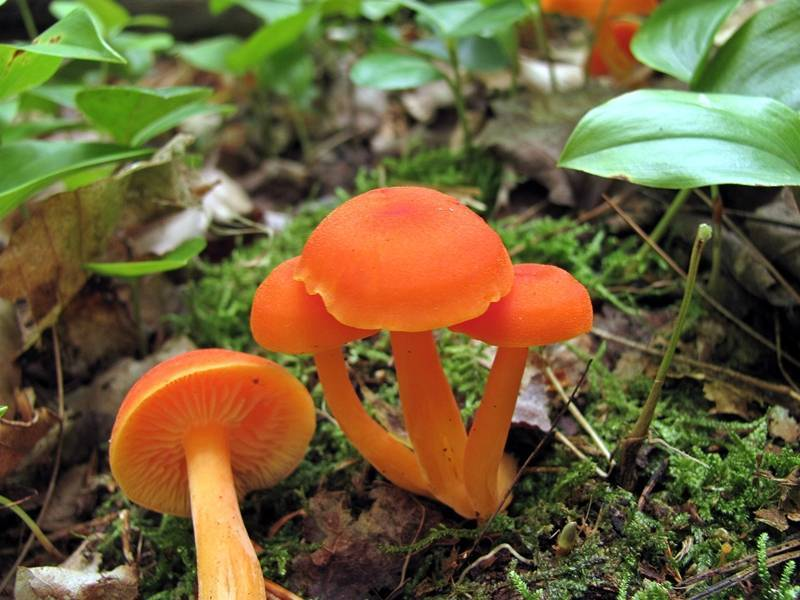
Hygrocybe miniata
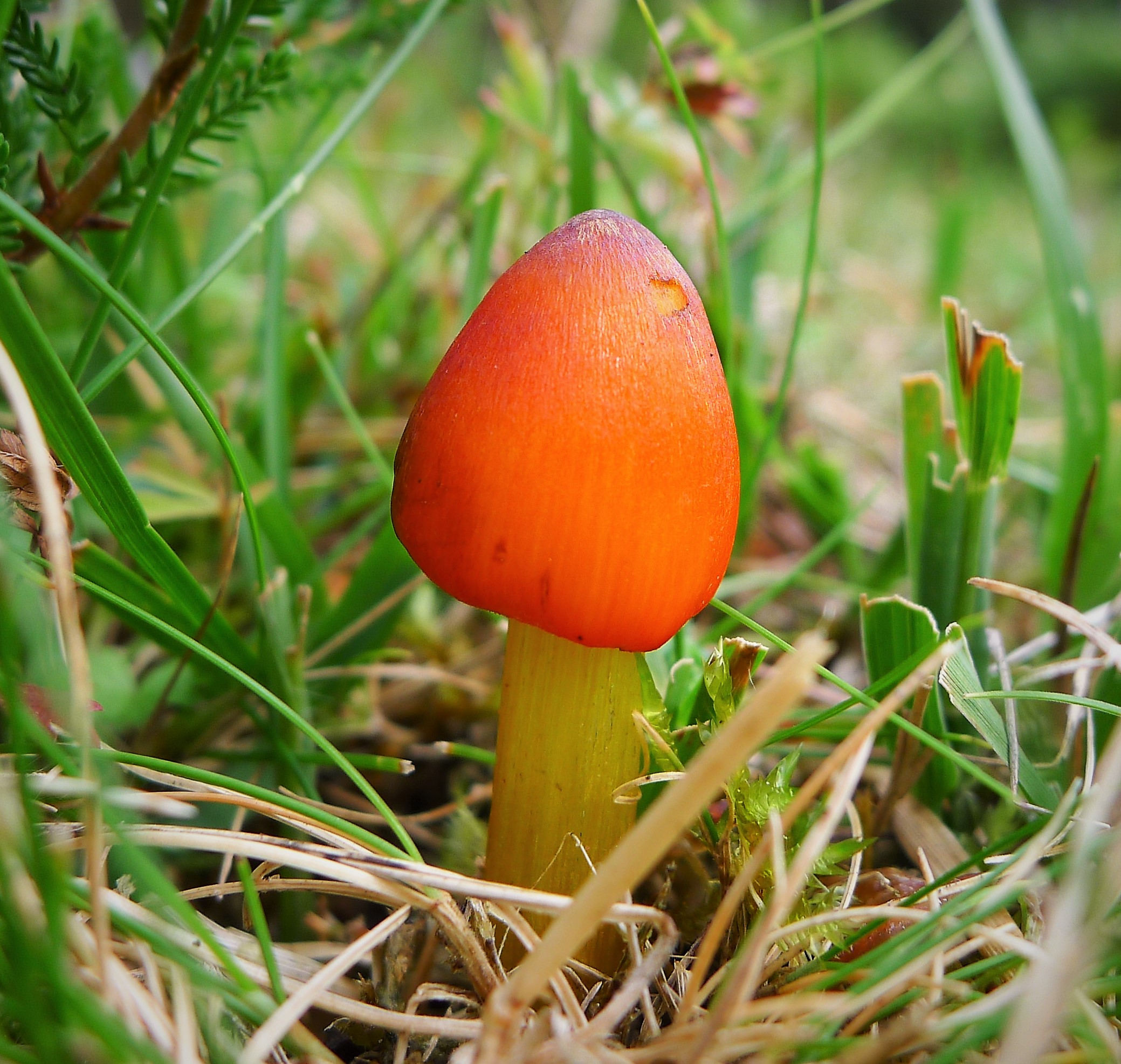
!!Hygrocybe nigrescens!!
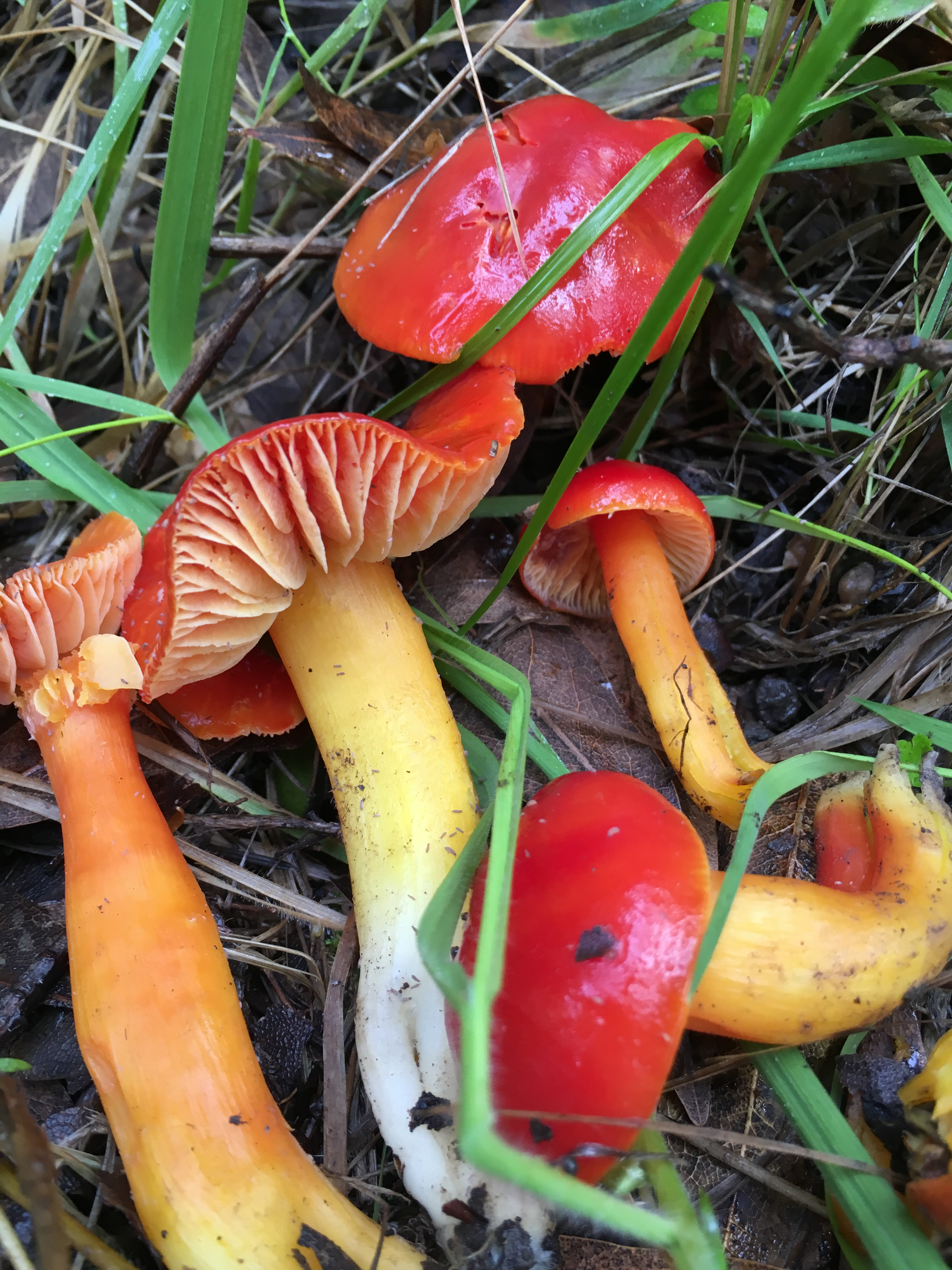
Hygrocybe splendidissima

## Valorificare
Ciuperca vulpii poate fi preparată, tăiată fin într-o mâncare cu alte soiuri de ciuperci. Luce Höllthaler recomandă prepararea ca supă cremoasă împreună cu conopidă, ceapă, smântână și verdețuri precum ca adăugare la legume franțuzești, de exemplu Ratatouille. Nu se potrivește pentru uscare.